# Oopsis keiensis
Oopsis keiensis är en skalbaggsart som beskrevs av Stefan von Breuning 1970. Oopsis keiensis ingår i släktet Oopsis och familjen långhorningar. Inga underarter finns listade i Catalogue of Life.